# Медсін-Бау
Медсін-Бау (англ. Medicine Bow) — місто (англ. town) в США, в окрузі Карбон штату Вайомінг. Населення — 245 осіб (2020).

## Географія
Медсін-Бау розташований за координатами 41°53′58″ пн. ш. 106°12′7″ зх. д. / 41.89944° пн. ш. 106.20194° зх. д. (41.899538, -106.201916).  За даними Бюро перепису населення США в 2010 році місто мало площу 8,96 км², уся площа — суходіл.

## Демографія
Згідно з переписом 2010 року, у місті мешкали 284 особи в 125 домогосподарствах у складі 81 родини. Густота населення становила 32 особи/км².  Було 182 помешкання (20/км²).
Расовий склад населення:
| - 95,1 % — білих - 0,4 % — вихідців з тихоокеанських островів - 3,9 % — осіб інших рас |

До двох чи більше рас належало 0,7 %. Частка іспаномовних становила 6,7 % від усіх жителів.
За віковим діапазоном населення розподілялося таким чином: 20,1 % — особи молодші 18 років, 54,5 % — особи у віці 18—64 років, 25,4 % — особи у віці 65 років та старші. Медіана віку мешканця становила 49,3 року. На 100 осіб жіночої статі у місті припадало 115,2 чоловіків;  на 100 жінок у віці від 18 років та старших — 118,3 чоловіків також старших 18 років.
Середній дохід на одне домашнє господарство  становив 54 158 доларів США (медіана — 41 157), а середній дохід на одну сім'ю — 71 929 доларів (медіана — 54 286). Медіана доходів становила 54 375 доларів для чоловіків та 40 813 долари для жінок. За межею бідності перебувало 6,3 % осіб, у тому числі 2,9 % дітей у віці до 18 років та 15,9 % осіб у віці 65 років та старших.
Цивільне працевлаштоване населення становило 103 особи. Основні галузі зайнятості: освіта, охорона здоров'я та соціальна допомога — 26,2 %, сільське господарство, лісництво, риболовля — 22,3 %, будівництво — 15,5 %, мистецтво, розваги та відпочинок — 11,7 %.
За даними перепису 2000 року,
на території муніципалітету мешкало 274 людей, було 130 садиб та 83 сімей.
Густота населення становила 30,6 осіб/км². Було 184 житлових будинків.
З 130 садиб у 18,6% проживали діти до 18 років, подружніх пар, що мешкали разом, було 55,8 %,
садиб, у яких господиня не мала чоловіка — 7,0 %, садиб без сім'ї — 32,6 %.
Власники 31,0 % садиб мали вік, що перевищував 65 років, а в 10,1 % садиб принаймні одна людина була старшою за 65 років.
Кількість людей у середньому на садибу становила 2,12, а в середньому на родину 2,60.
Середній річний дохід на садибу становив 33 750 доларів США, а на родину — 35 156 доларів США.
Чоловіки мали дохід 41 250 доларів, жінки — 20 536 доларів.
Дохід на душу населення був 16 420 доларів.
Приблизно 10,3 % родин та 11,9 % населення жили за межею бідності.
Серед них осіб до 18 років було 9,2 %.
Середній вік населення становив 51 років.